# Ilse Stanley

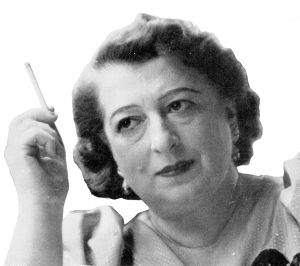
Ilse Stanley (vor 1957)

Ilse Stanley (geborene Ilse Davidsohn, verheiratet/geschieden Ilse Intrator) (* 11. März 1906 in Gleiwitz; † 21. Juli 1970 in Boston, USA) war eine deutsche Schauspielerin. Von 1936 bis 1938 während der Zeit des Nationalsozialismus gehörte sie einer jüdischen Widerstandsorganisation an und half zahlreichen Juden zur Flucht aus einem Konzentrationslager und zur Emigration aus dem  Deutschen Reich. 1939 gelang ihr selbst die Flucht in die USA.

## Leben und Wirken
Ilse Davidsohn war die Tochter des Kantors der Synagoge Fasanenstraße in Berlin-Charlottenburg, Magnus Davidsohn. Sie besuchte die Auguste-Viktoria-Schule in Charlottenburg und studierte nach dem Abitur Geschichte und Theaterwissenschaft an der Berliner Universität. Parallel nahm sie Unterricht an der Schauspielschule des Deutschen Theaters unter Leitung von Max Reinhardt. Außerdem arbeitete sie als Buchhalterin und Sekretärin.
Zunächst trat sie unter dem Künstlernamen „Ilse Davis“ auf. Neben ihren Bühnenrollen wirkte sie in mehreren Kinofilmen mit, darunter Metropolis von Fritz Lang (1927). 1929 eröffnete sie ein eigenes Theater. 1932 heiratete sie den Konzertviolinisten Alexander Intrator (1905–2004); die Ehe wurde während des Krieges geschieden. Der Soziologe Manfred Stanley war ein gemeinsamer Sohn.
1933 nach der Machtübergabe an die Nationalsozialisten endete ihre Schauspielerkarriere abrupt. Bis 1936 konnte sie noch Vortragsabende veranstalten, meist im Rahmen des Kulturprogrammes jüdischer Gemeinden (Jüdischer Kulturbund). Die folgenden Jahre waren durch ihre Arbeit in einer jüdischen Untergrundgruppe geprägt. Im August 1939 flüchtete sie und gelangte in die USA.
1946 schloss sie die Ehe mit Milton Stanley. Während der späten 1940er und 1950er Jahre schrieb sie verschiedene Radiohörspiele. Gemeinsam mit ihrem Ehemann war sie auch als Dekorateurin und Innenarchitektin tätig. Nach Deutschland kehrte sie nie zurück. Sie starb im Alter von 64 Jahren in Boston.

## Rettung von jüdischen Häftlingen 1936 bis 1938
Bis heute bekannt ist Ilse Stanley wegen ihrer maßgeblichen Rolle bei der Rettung von insgesamt 412 jüdischen Häftlingen aus nationalsozialistischen Konzentrationslagern.
In den Jahren vor dem Zweiten Weltkrieg half sie darüber hinaus einer großen Zahl weiterer bedrängter jüdischer Menschen, das Land zu verlassen.
Dokumentiert sind ihre Hilfs- und Rettungsaktionen in dem Fernsehfilm This Is Your Life (1955) und in Stanleys Autobiographie The Unforgotten, die 1957 in den USA erschien (deutsche Ausgabe: 1964). Anders als in Deutschland erinnert man sich in den USA an ihre Tat als wichtiges Beispiel für den jüdischen Widerstand gegen die NS-Herrschaft.

## Werke
- I Will Lift Up Mine Eyes. Victor Gollancz Ltd., London 1954.
- The Unforgotten. Beacon Press, Boston MA 1957
- Die Unvergessenen. Aus dem Amerikanischen ins Deutsche übertragen von Ilse F. Stanley. Desch, München / Wien / Basel 1964.